# Copa CONMEBOL 1999
 (décembre 2023).
Si vous disposez d'ouvrages ou d'articles de référence ou si vous connaissez des sites web de qualité traitant du thème abordé ici, merci de compléter l'article en donnant les références utiles à sa vérifiabilité et en les liant à la section « Notes et références ».
Navigation
Édition précédente
La Coupe CONMEBOL 1998 est la huitième et dernière édition de la Copa CONMEBOL, qui est disputée par les meilleurs clubs des nations membres de la CONMEBOL non qualifiées pour la Copa Libertadores. Toutes les rencontres sont disputées en matchs aller et retour. La règle des buts marqués à l'extérieur en cas d'égalité à la fin du match retour n'est pas appliquée.
Cette édition voit le sacre du CA Talleres d'Argentine qui bat les Brésiliens du CS Alagoano en finale. C'est le premier titre du club dans cette compétition.

## Résultats

### Premier tour
| Équipe 1              | Résultat      | Équipe 2                 | Aller | Retour |
| --------------------- | ------------- | ------------------------ | ----- | ------ |
| Vila Nova FC          | 2 - 2 3-4 tab | Centro Sportivo Alagoano | 0 - 2 | 2 - 0  |
| Deportes Quindío      | 2 - 2 3-5 tab | Estudiantes de Mérida    | 2 - 0 | 0 - 2  |
| São Raimundo EC       | 3 - 3 4-2 tab | Atlético Huila           | 1 - 2 | 2 - 1  |
| Club Deportivo Cuenca | 2 - 2 3-4 tab | Sport Boys Association   | 2 - 2 | 0 - 0  |
| San Lorenzo           | 2 - 2 1-3 tab | Paraná Clube             | 0 - 1 | 2 - 1  |
| CA Talleres           | 4 - 4 5-4 tab | Independiente Petrolero  | 1 - 4 | 3 - 0  |
| Deportes Concepción   | 4 - 3         | CA Rosario Central       | 2 - 2 | 2 - 1  |

### Quarts de finale
| Équipe 1                 | Résultat      | Équipe 2               | Aller | Retour |
| ------------------------ | ------------- | ---------------------- | ----- | ------ |
| Centro Sportivo Alagoano | 3 - 1         | Estudiantes de Mérida  | 0 - 0 | 3 - 1  |
| São Raimundo EC          | 5 - 1         | Sport Boys Association | 1 - 1 | 4 - 0  |
| CA Talleres              | 1 - 1 3-1 tab | Paraná Clube           | 1 - 0 | 0 - 1  |
| Deportes Concepción      |               |                        |       |        |

### Demi-finales
| Équipe 1            | Résultat      | Équipe 2                 | Aller | Retour |
| ------------------- | ------------- | ------------------------ | ----- | ------ |
| São Raimundo EC     | 2 - 2 tab 4-5 | Centro Sportivo Alagoano | 1 - 0 | 1 - 2  |
| Deportes Concepción | 2 - 3         | CA Talleres              | 1 - 2 | 1 - 1  |

### Finale
| Entraîneur :    |
| Otávio Oliveira |

| Entraîneur :   |
| Ricardo Gareca |

| Entraîneur :    |
| Otávio Oliveira |

| Entraîneur :   |
| Ricardo Gareca |

| Entraîneur :   |
| Ricardo Gareca |

| Entraîneur :    |
| Otávio Oliveira |

| Entraîneur :   |
| Ricardo Gareca |

| Entraîneur :    |
| Otávio Oliveira |